# Paweł Kosiński
Paweł Kosiński – c.k. radca Namiestnictwa, starosta rzeszowski około 1871, starosta lwowski około 1879.
Kawaler Orderu Żelaznej Korony III klasy, honorowy obywatel miasta Nowy Sącz.